# Урманчеев, Равиль Мнирович
Равиль Мнирович Урманчеев (23 марта 1954, Кронштадт, РСФСР — 2 октября 2015, Тверь, Российская Федерация) — советский и российский хоккеист и тренер, заслуженный тренер России, заслуженный работник физической культуры Российской Федерации.

## Биография
Как спортсмен на позиции голкипера выступал составе калининских клубов «Радуга» и «Планета», становился призёром и победителем областного первенства. Выступал за студенческую команду на всесоюзном турнире и даже провел два матча за СКА МВО в чемпионате Советского Союза.
Выступил инициатором создания тверской команды «Эгида» — предшественницы клуба ТХК. С 1990 г. работал в родном городе директором тверской СДЮСШОР по хоккею. В 1995 г. в качестве президента лично возглавил ТХК, практически полностью сформированный из воспитанников школы.
Среди его учеников — заслуженный мастер спорта России, чемпион мира 2012 года, двукратный обладатель Кубка Гагарина Денис Кокарев, чемпион мира 2014 года и обладатель Кубка Гагарина Александр Кутузов, заслуженные мастера спорта России, чемпионы мира среди слабослышащих и неоднократные призёры Сурдлимпийских игр Андрей Прудников и Дмитрий Арсеньев, призёр Всемирной универсиады Дмитрий Евдокимов и ряд других известных воспитанников тверской хоккейной школы.
Сборная России в составе слабослышащих хоккеистов завоевала под его руководством серебро Сурдлимпийских игр в Швеции (2003).
Последние годы заслуженный тренер работал в тверской СДЮШОР по хоккею.
Режиссёр Павел Дроздов пригласил тренера в качестве консультанта на съемки художественного фильма «Лед».

## Награды и звания
Заслуженный тренер России, заслуженный работник физической культуры Российской Федерации.